# VARDIA
VARDIA（ヴァルディア）とは、東芝（現：ハイセンスグループ・TVS REGZA）が製造・販売していたデジタルハイビジョンレコーダーのブランド名である。2008年度の年間シェアは、24.4%で3位であった。

## 概要
RD-Styleに続く東芝のVHS/HD DVD/BD次世代のブランドである。VARDIAという名称はValue Added Researched and Developed Intelligent Architectureの頭文字を取った造語であり、「知的な進化を続けるプラットフォーム」や「デジタル時代の多様なデジタルコンテンツに対応する知的アーキテクチャー」という意味である。
2006年5月下旬より発売されたRD-XD72D、RD-XD92D以降に発売されるデジタルチューナー搭載機の多くは新ブランドで発売され、いわゆるRDシリーズと呼ばれていた以前の製品からブランドの刷新を図った。なお、デジタルダブルチューナー搭載機に限定されたブランドではない。

### シェア、ブランド力
2006年以降、主に薄型テレビとのリンク機能を導入したシャープとパナソニックが大幅にシェアを伸ばし、東芝はシャープにシェアを逆転された。ハイエンド機ではRD-XD72D、RD-XD92Dの不具合頻発によるシェアの低下がみられた。
2008年度の年間シェアは3位で、24.4%のシェアであった。レコーダーが金額的にも数量的にも次世代のブルーレイレコーダーに移行しているため、DVDレコーダーの販売金額と数量は大幅に落ちている。

### 特徴
- 他社製品より編集機能が充実しており、消費者がRDシリーズやVARDIAを購入する一因となっている。
  - 例えばコピーワンス録画の一部分のみをムーブすると他社製品ではタイトル全体がHDDから消去されるが、VARDIAでは該当箇所以外がHDDに残るようになっている。
  - 本来RDシリーズはアナログ放送の時代に録画の無劣化コピーをコンセプトの一つにしていたため、それがデジタル放送のコピーワンスによって大きく魅力が損なわれたという意見もある[4]。
- 薄型テレビとのリンク機能の面では、東芝は液晶テレビのブランドREGZAとのHDMI連携機能を搭載したREGZA Linkを搭載した。
- 2007年10月発売のモデル以降、2008年運用開始の「ダビング10」にいち早く対応した。ダビング10の録画タイトルの複数回ダビング（コピー9回、移動1回）が対応機種のみで可能である。
- 2009年4月、「ハイビジョンレコーダーRD-S303」において省エネ法で定められている達成率が95%であるにもかかわらず達成率が105%と誤って表示をしていたと発表した[5]。日立製冷蔵庫のエコ偽装問題が発覚した後での出来事である。

## HD DVD VARDIA
2006年、第3世代光ディスク（当時の「次世代DVD」）の規格争いの命運を握っていたHD DVDレコーダーもVARDIAブランドで発売された。
競合するBlu-ray Disc（BD）レコーダーに比べて、HD DVDを採用するのは東芝1社しかないこともあり苦戦を強いられた。書き換え規格（HD DVD-RW）の遅れや容量の少なさもBDに対する弱点となった。特に2007年の年末商戦ではBDレコーダーが販売台数を大幅に伸ばしたのに対し東芝は新機種の投入が遅れ、シェア差の拡大を招いた。
2007年12月発売のRD-A301ではMPEG-4 AVC圧縮による長時間ハイビジョン録画に対応。ただし発売当初はリアルタイム記録には対応していなかった（2008年3月からアップデートで対応）。
RD-A301は10万円を切る価格を想定した下位機種であり、上位機種の投入は年末商戦を逃すこととなった。上位機種は2008年3月頃に発売する予定とみられていたが、H.264エンコーダーの改良に伴ってソフトウェアに不具合が出たために延期未定となり、2月19日のHD DVD撤退発表によって製造中止となった。

### HD DVD撤退とその後
2008年2月16日にNHKをはじめ主要マスメディアが「東芝HD DVD撤退で調整」と報じた。その後同19日、東芝が「HD DVD事業の終息」を正式に発表。これによりレコーダーを含むHD DVD機器の生産と新規開発は停止された。
正式発表がない段階から「規格戦争終結」が大きく報じられ、かつてのβビデオテープレコーダーのようにHD DVD購入者への今後の対応を懸念する声が出ている。製造終了後8年間の修理部品保持に加えサポート窓口の拡充、HD DVD-Rメディアの供給確保などを行うと表明した。
撤退報道が流れた直後に在庫処分のため安値で投げ売りする店が現れたり、撤退が正式発表された後にはHDD/DVDレコーダーとしてはコストパフォーマンス・機能性が高いとして一時的に人気が出るなど慌しい市場の動きがあったものの、同年3月後半には市場からほぼ姿を消した。
なおDVDプレーヤー・レコーダー事業は継続したため、VARDIAブランドは存続していた。
撤退表明時、Blu-ray Disc機器への参入は全く検討していないと表明した。また、2008年9月の新製品発表時にもBD機器を出さないと改めて明言していた。ちなみにHD DVD撤退の動きが明らかになる前からRD・VARDIA愛好者の間にBD搭載を望む意見が多数出ていた。
東芝の社長が2009年6月24日に開かれた株主総会で「負けたからBDをやらないというのではなく、負けは負けとして、将来柔軟性を持って対応したい」と述べていて、参入に含みを持たせている。
東芝が2009年内にもBlu-ray市場に参入することが2009年7月18日に明らかになったとの報道があった。市場が急成長しているため参入を決めたとのことで販売は再生専用のプレーヤーのみだが、需要を見てレコーダーも検討するとのことである。この報道に対して東芝は、「柔軟に検討していることは事実だが、現時点で決まっていることは無い」とコメントしている。
2009年8月10日にBDAへ加盟申請、同時に年内に対応プレーヤーやノートPCの発売を目指すと発表した。

### RD間i.LINKダビングHD
A600/A300/A301ではi.LINKTS入力を活用し、i.LINKでTS出力ができるRDシリーズ他機のHDDに記録されたTSタイトルを同機のHDDに移動（ムーブ）させる機能。
この機能は、ハイビジョン画質ではDVDメディアに記録ができないDVDレコーダーに記録されたTSタイトルをHD DVD-Rにハイビジョン記録するためのもの。
本来D-VHSによるハイビジョン記録用するために搭載されたS400対応のi.LINK端子を活用したもので、操作時には移動元によるダビング先指定をD-VHSに選択して双方を認識させる必要がある。
注意点
- 移動には等倍速であり、実時間分要する。
- 移動時にタイトル内のチャプターがすべて結合される。
- i.LINKの特性から移動が確実に実行されない事がある[16]。

2008年6月発売されたDVDレコーダー3機種（X7/S502/S302）にも既存のRDで記録されたTSタイトルのHD Rec化を想定してこの機能が搭載されている。

### RDシリーズで録画したTSタイトルのBD化
HD DVD事業の終息でAシリーズで録画したTSタイトルがHD DVD-Rにしか記録できないと思われがちであるが、上述のi.LINK機能の応用で他社製BDレコーダーDIGAやAQUOSと接続してBDメディアへの記録が可能である。
- 編集機能に乏しいAQUOSやそれに加え当時デジタル放送のマジックチャプターに非対応であったDIGAで直接録画するのに比べ、自由に編集ができ完成度の高いタイトルが作れる。
- Sシリーズなどではi.LINK認識の問題があり直接BDレコーダーと接続しても動作しない。一旦Aシリーズなど認識できる機器に移動させなければならない。

### HD Rec
RD-A301ではDVDメディアにハイビジョン記録するHD Recに対応した。HD DVD-Rの存在意義を自ら否定するような機能だが、HD DVD-RはDVD-Rと同じ生産ラインで製造可能なためBD陣営に比べて悪影響は少ないと主張していた。なおBD陣営のパナソニック・三菱電機も同様の規格AVCRECを採用したが、HD Recとの互換性は現在のところない。
当時高価だったHD DVDなどの次世代メディア（当時）よりも、手軽なハイビジョン記録を普及させることで「次世代DVD」（当時）の規格争いの決着を遅らせる目的があったと言われていたが、年末商戦では発売が12月中旬と大きく遅れたことも影響しソニーのBDレコーダー（DVDへのハイビジョン記録は不可）が大幅にシェアを伸ばしこの目論見は外れた形となった。
2008年5月、東芝のHD DVD事業収束後としては初めてHD Rec対応VARDIAが発表されHD Recの規格は継続する事が判明した。ちなみに発表された3機種（X7/S502/S302）から、A301では記録に問題があったDVD-RWとDVD-RAMにも正式に対応されるようになった。

## ブルーレイVARDIA
2009年のBlu-ray Disc参入を受け、2010年2月に東芝初のBDレコーダー3機種が発売された。この3機種はエントリーモデルで「従来のVARDIAと同等の編集機能を持たない」「フレーム単位のカット編集が不可能」「HD Recとの互換性がない」（再生・記録とも不可能。競合規格であったAVCRECには対応する）「DVD-RAM非対応」（録画・再生共に不可能）という従来のVARDIAとは一線を画した機能性の低い製品となっている。他社のOEMであるかどうかは明らかにしていないが、いずれのモデルも技術基準適合認定を船井電機（フナイ）名義で取得していること、録画モードに関してもフナイOEMの先発商品である三菱のブルーレイレコーダーの録画モードが同じ名称（DR/AF/AN/AE）となっていることからフナイのOEMであることがわかる。薄型テレビ（REGZA）とBDレコーダーのセット販売という市場の需要に応えるために取り急ぎ投入されたモデルである。
なお2010年7月にBDレコーダー・BDプレーヤーの新モデルを発表したが、このモデルよりレコーダー及びブランド名称が設けられていなかったプレーヤーも液晶テレビの「REGZA」にブランド名を統一する為、「ブルーレイVARDIA」は最初で最後のモデルとなった。

## 機種

### Aシリーズ
全機種HD DVD対応で、フラッグシップモデルとして位置付けられていたシリーズである。HD DVD撤退後は、後述のXシリーズへ移行した。
- RD-A1

2006年7月発売。世界初のHD DVDレコーダー。定価39万8000円のフラッグシップモデル。正式にはVARDIAブランドではないが筺体にVARDIAのロゴがある。
デジタルチューナーは1系統のみ。またHD DVDの書き換え規格にも非対応だが、結局HD DVD-RW/RAMが製品化されないままHD DVDが終焉を迎えた。
- RD-A600
- RD-A300

2007年6月発売のHD DVD対応機。カートリッジタイプのDVD-RAMには非対応。HDMI接続した同社のハイビジョン液晶テレビ「REGZA（レグザ）」のリモコンでVARDIAの基本操作を行える「レグザリンク（REGZA LINK）」対応。ただし、バージョンアップが必要となる。
リモコン形状が従来の底部の丸みをおびた独特なものから、同社製液晶テレビREGZAのリモコンとの調和の採れるデザインに変更。
i.LINKを搭載した他のRDに記録されたTSタイトルが移動できる「RD間i.LINKダビングHD」対応。
ダビング10開始時には非対応機種とされていたが、2008年12月にバージョンアップにてダビング10に対応した。
- RD-A301

2007年12月発売。HD DVD対応機。MPEG-4 AVCハイビジョン記録とHD Recに初めて対応。CATV連動機能搭載（スカパー!連動機能は非搭載）。レグザリンク・RD間i.LINKダビングHD・ダビング10対応。再生を停止すると表示される＜つぎこれ＞機能が新しく加わった。
HDD容量こそ少ないがコストパフォーマンスが高く、年末商戦に向けて採算を度外視した戦略的機種とみられている。当初は実売12万円前後だったが、BDレコーダーの人気に押されて値崩れが急速に進んだ。2008年2月中旬で生産終了。

### Xシリーズ
HD DVD撤退後に登場したシリーズで、Aシリーズに代わってフラッグシップモデルとして位置付けられているシリーズである。
- RD-X7

2008年6月発売。レグザリンク・RD間i.LINKダビングHD・ダビング10・HD Rec対応。元々はHD DVD対応機として開発が進められていた。関連については後述。
- RD-X8

2008年11月発売。RD-X7の後継機。DVDソフトやDVDにVR記録した番組をハイビジョンに迫る高画質で再生するほか、DVDBBで作成したDVDやデジタル放送のハイビジョン映像をより高精細で美しい映像で再現するくっきり高精細技術「XDE」を搭載。レグザリンク・スカパー!HD録画・RD間i.LINKダビングHD・DVD Burning・ダビング10・HD Rec対応。
- RD-X9

2009年9月発売。RD-X8の後継機。高精細技術「XDE」が進化しさらなる高画質を実現。同社の液晶テレビREGZAと同様にPC用外付けUSB HDDに録画が可能となった。従来、i.LINK経由でのみTSモードで録画した番組を他機種にダビングできたがネットdeダビングHDに対応したことでTS、TSE、VRモードを問わず無劣化ダビングが可能となった（受け側は、従来機種でも可能となっている）。TSEモードに関しては、スカパー!HDを録画した未編集のタイトルのみ対応。

### XD/Sシリーズ
スタンダードモデルとして位置付けされているシリーズである。
- RD-XD72D
- RD-XD92D

2006年5月発売。RD-XD91/X6の後継機。当時のXD91の下位モデルXD71は2006年末まで販売継続。同社のDVDレコーダーの中でデジタル放送2番組同時録画機能を初めて備えたモデル。
フリーズや録画・再生の失敗などの不具合が多数報告され、修理しても再発することが珍しくない。
- RD-S600
- RD-S300

2007年2月発売。RD-XD92D/RD-XD72Dの後継機。RD-E300シリーズをベースに若干の機能追加とデザイン変更。安定動作を重視させたと言われている。
デジタル放送の2番組同時録画機能を備える。E300やW300と同様に、多機能リモコンに加えシンプルリモコンが付属する。
- RD-S601
- RD-S301

2007年11月発売。S600・S300の後継機。レグザリンク・ダビング10対応。
- RD-S502
- RD-S302

2008年6月発売。S601・S301の後継機。レグザリンク・RD間i.LINKダビングHD・ダビング10・HD Rec・DVD Burning・高速起動対応。カートリッジ付きのDVD-RAM非対応。
- RD-S503
- RD-S303

2008年11月発売。S502・S302の後継機。DVDソフトやDVDにVR記録した番組をハイビジョンに迫る高画質で再生するほか、DVDBBで作成したDVDやデジタル放送のハイビジョン映像をより高精細で美しい映像で再現するくっきり高精細技術「XDE」を搭載。レグザリンク・スカパー!HD録画・RD間i.LINKダビングHD・DVD Burning・ダビング10・HD Rec対応。
- RD-S1004K
- RD-S304K

2009年9月発売。S503・S303の後継機。高精細技術「XDE」が進化しさらなる高画質を実現。同社の液晶テレビREGZAと同様にPC用外付けUSB HDDに録画が可能となった。従来、i.LINK経由でのみTSモードで録画した番組を他機種にダビングできたがネットdeダビングHDに対応したことでTS、TSE、VRモードを問わず無劣化ダビングが可能となった（受け側は、従来機種でも可能となっている）。TSEモードに関しては、スカパー!HDを録画した未編集のタイトルのみ対応。

### E/W/Gシリーズ
普及モデルとして位置付けられているシリーズである。
- RD-E300
- RD-W300

2006年11月発売。RD-XD71/RD-XV81の後継機。W300はVHS対応モデル。
先に発売され不具合が頻発したRD-XD92D/RD-XD72Dの経験から安定動作と使い易さを重視し、操作機能の見直しが行われた。
地上アナログ放送とデジタル放送の2番組同時録画のみできる、いわゆるシングルチューナーモデル。多機能リモコンに加えシンプルリモコンを付属させた。
- RD-E160

2006年12月発売。HDMI端子非搭載。
- RD-E301
- RD-W301

2007年10月発売。E300・W300の後継機。ダビング10対応。E301のみ、レグザリンク対応。
- RD-E302

2008年7月発売。E301の後継機。レグザリンク、ダビング10対応。カートリッジ付きのDVD-RAM、HD Rec非対応。
- RD-E303

2009年2月発売。E302の後継機。レグザリンク、ダビング10対応。カートリッジ付きのDVD-RAM、HD Rec非対応。新シンプルリモコン2が付属。初の地上アナログチューナー非搭載機種である。
- RD-G503K/W

2009年2月発売。E303の兄弟機種でHDD容量のみ違う。ブラックとホワイトの2色のカラーがある。テレビの電源を入れなくても、本体のみで番組予約ができるかんたん本体予約を搭載。
- RD-E3022K

2009年7月発売。E302の後継機。HDD容量がE302では300GBだったが320GBにアップしている。またE303で非搭載とされた地上アナログチューナーが復活した。それ以外はスペック変更なし。
- RD-E304K
- RD-E1004K

2009年8月発売。E303の後継機。E1004Kはスタンダードモデルとしては大容量の1TBのHDDを搭載。大きなスペック変更はないが奥行きが小さくコンパクトになり、フルリモコンから編集ナビボタンが削除された。
- D-W250K

2009年9月発売。W301の後継機。RDで始まる型番とは系統の違うモデル。W301では非対応だったレグザリンク対応。地上アナログチューナーを搭載している。このモデルは船井電機のOEMモデルであるため、DVD-RAMに非対応である。
- RD-E1005K
- RD-E305K

2010年2月中旬発売。E1004K、E304Kの後継機。ハイスペックモデルより先に、高精細電子番組表に対応した。またスカパーとCATV連動にも対応した。
- D-W255K

2010年3月発売。W250Kの後継機。シンプルリモコンを同梱している。

### ブルーレイVARDIA（B/BWシリーズ）
- D-B1005K（内蔵HDD 1TB）
- D-B305K（内蔵HDD 320GB）
- D-BW1005K（内蔵HDD 1TB）

2010年2月発売。RDで始まる型番とは系統の違うエントリーモデル。BW1005KはVHSを搭載。ハードを船井電機、ソフトをパナソニックからパーツ供給を受けている三菱電機からのOEMのためVARDIA特有の高度な編集・ネットワーク機能、フレーム単位のカット編集、ならびに外付けHDDによるHDD容量拡大に非対応。最大5.5倍長時間のAVC圧縮やAVCRECに対応。ただしHD Recには非対応な為、現在のVARDIAからTSモードで書き込んだDVDは再生不可能。DVD-RAM非対応。レグザリンクダビング非対応なのでREGZAからダビングしてBD作成はできない。RDシリーズの独自機能を搭載した、ブルーレイVARDIAは検討中とのこと。また、ユーザーを対象（Room1048への登録が必要）に今後の機能についてインターネット上で大規模なアンケートを実施した。2月15日〜3月1日までの期間限定でアンケートを行った。

### 発売中止機種
- RD-A502
- RD-A302

A600/A301の後継機。書き換え型のHD DVD-RWに初対応。レグザリンク・ダビング10対応。
2008年2月、サポートページにマニュアルが誤って公開されてしまっていたために発売、搭載機能などの情報が漏れた。H.264エンコーダーの改良に伴ってソフトウェアに不具合が生じ発売が延期、そのままHD DVD事業終息が発表されたため幻の機種となった。
- RD-X7

2007年10月のCEATEC JAPANで参考展示された。2005年のRD-X6以来となる「X」の型番をつけたHD DVD-R/RW搭載フラッグシップモデルとなるはずだった。A302/A502と同時期に発売されるとみられていたようである。有志の分解記事によると2008年6月発売のRD-X7にもHD DVDドライブがそのまま流用されているがラベルの「HD」の文字の部分が黒く塗りつぶされており、ファームウェアも対応していない。

### コードネーム
XDシリーズとAシリーズにはコードネームがついている。詳細はRD-Style#コードネームを参照の事（経緯を考慮して一まとめにしているため）。

## CM
2007年夏のHD DVD VARDIA RD-A600/A300のテレビCMはコンピュータグラフィックスで空を飛ぶ帆船を描いたものだった。2008年に入ってもHD DVDプロモーショングループの公式サイトのトップページに表示されていた（同年3月に閉鎖）。
RD-A301のCMにはモデルの長谷川潤を起用し、ナレーションは若本規夫が担当（2008年6月発売のRD-S502/S302/X7も同様）。2007 - 2008年の年末年始に大量に投入された。HD DVDよりもむしろ「普通のDVDにフルハイビジョンで録れる」ことを強調していた。
2008年秋以降、映像関連商品の広告キャラクターに歌手の福山雅治を起用。彼を起用した新広告はティザー広告として9月12日よりテレビ・新聞にて開始。9月19日から各商品の広告キャラクターとして、TV・新聞・雑誌の各媒体を通じて展開していく。10月から放映のTVCMでは、彼の書き下ろしによる新曲をタイアップ曲として使用した。

## 競合他社製品
- DIGA（Panasonic）
- スゴ録 ⇒ Blu-rayレコーダー（SONY）
- D-Combo ⇒ AQUOSハイビジョンレコーダー、AQUOSブルーレイ（SHARP）
- Wooo（HITACHI）
- 楽レコ ⇒ REAL（MITSUBISHI）
- スグレコ（pioneer）